# Гелий Аронов
Гелий Юхи́мович Аронов (на украински: Гелій Юхимович Аронов) е украински лекар, историк на медицината, поет и писател на произведения в жанра социална драма и документалистика.

## Биография и творчество
Гелий Аронов е роден на 28 юли 1932 г. в Киев, УССР, СССР, в семейство на служители. След смъртта на баща му на фронта в началото на Втората световна война, той остава с майка си в окупираната територия в селото, където тя е родена.
Завършва през 1958 г. Киевския медицински институт (сега Киевски национален медицински университет „Александър Богомолец“). Той е майстор на спорта на СССР по академично гребане и е шест пъти шампион на Украйна.
След дипломирането си, в периода 1958-1959 г.  работи като лекар-хирург в Хатанга, а в периода 1960-1961 г. работи като лекар в „спешна помощ” към санаториум в Киев, а в периода 1961-1987 г. работи към различни изследователски институти на Киев в областта на трансплантацията, имунологията, спортната медицина, и история на медицината. През 1979 г. получава докторска степен по медицински науки от Изследователски институт по туберкулоза и гръдна хирургия. От 1988 г. е ръководител на изследователския институт на Киевския национален медицински университет. Той е и главен редактор на алманаха „Егупець” в периода 1995-2015 г.
Заедно с работата си като лекар започва да пише художествена литература и от 1969 г. публикува произведения като писател и поет.  Първата му книга „Великолепната осморка” е издадена през 1971 г. и е история за развитието на състезателен екип по гребане.
Член на Националния съюз на писателите на Украйна от 1997 г.
Гелий Аронов умира на 4 май 2016 г. в Киев, Украйна.

## Произведения
- Великолепная восьмёрка (1971)[1][2]
Великолепната осморка, изд.: Държавно издателство „Медицина и физкултура“, София (1972), прев. Зоя Колева
- Пеле из Степных Мячиков (1973)
- Счастливчик (1987)
- Феофил Гаврилович Яновский (1988)
- Следствие по факту смерти (1991)
- Стася (2000)
- Письма незнакомки (2002)
- Повести разных лет (2002)

### Документалистика
Автор е на над 200 научни публикации.
- Что вам сказать про высоту? (1972) – с Виктор Лонгски[1]
- Одержимость (1975) – с Игор Емчук
- На байдарці — за снагою (1980) – с Михаил Яковлевич Голдщайн, Юрий Яковлевич Фиалков, Юрий Вадимович Шанин
- Иммунологическая реактивность при различных режимах физических нагрузок (1987) – с Н. И. Иванова
- На плечах гигантов (1996)
- Как я был… (2000)

### Екранизации
- 1971 Комунари
- 1978 Як ти що пiдеш